# Lago Tolomeo
Il lago Tolomeo era un antico lago situato nell'attuale Sudan. Si formò durante l'Olocene nella regione del Darfur, in un'epoca in cui il monsone africano era più intenso. L'esistenza del lago è datata tra circa 9.100 e 2.400 anni fa. Il lago poteva raggiungere una superficie di circa 30.750 chilometri quadrati, quindi superiore a quella dell'attuale lago Erie, anche se le stime sulla sua estensione variano notevolmente e suggeriscono che potesse essere anche molto più piccolo. Le sponde del lago, laddove riconoscibili, presentano paesaggi ripariali e vegetazione palustre come le canne. Si trattava di un lago d'acqua dolce alimentato sia da falde freatiche sia dal deflusso proveniente dalle montagne circostanti, e potrebbe essere stato esso stesso una delle fonti del sistema acquifero della Nubia. Il lago ospitava un ecosistema diversificato, con numerose specie animali e vegetali, e potrebbe aver favorito la dispersione faunistica tra il Nilo e il lago Ciad.

## Nome e storia della ricerca
I depositi del lago furono riconosciuti per la prima volta tra il 1985 e il 1986, ma è quasi certo che le «paludi delle tartarughe» menzionate da Tolomeo si riferiscano proprio a questo antico lago. È noto anche con altri nomi, tra cui «lago della Nubia occidentale», «paleolago della Nubia occidentale» e «megalago del Darfur settentrionale». L'espressione «arcipelago del lago Tolomeo» designa le aree di dune lungo le rive orientali che, periodicamente sommerse, formavano arcipelaghi. Il nome del lago apparve per la prima volta in una mappa del 1858, ma la sua effettiva esistenza fu compresa solo tra il 1980 e il 1982.

## Geomorfologia

### Contesto
Durante l'Olocene inferiore e medio si formarono nel Sahara grandi laghi come il lago Ciad e il Lago Tolomeo, e sistemi fluviali come il Wadi Howar erano attivi, sebbene non sia chiaro se scorressero attraverso un paesaggio ancora desertico. La formazione di questi paleolaghi è stata in ultima analisi legata a un monsone africano più intenso, causato da una maggiore inclinazione assiale della Terra e dalla coincidenza del perielio con la fine di luglio, cioè nel pieno della stagione monsonica. Oggi il Sahara orientale è tra i luoghi più aridi della Terra, essendo molto distante dalle fonti di umidità oceanica.

### Il lago
Il lago Tolomeo si trovava nell'attuale Sudan. Le stime sulla sua estensione sono cambiate nel tempo con il miglioramento della cartografia regionale: inizialmente si riteneva che avesse una superficie di circa 27.000 km², ma studi successivi basati su mappe altimetriche più accurate ridussero la stima a circa 5.330 km². Ricerche più recenti hanno suggerito superfici di 8.133 km² e 11.230 km², con volumi rispettivamente di 372 km³ e 547 km³.
In diverse località si è trovata evidenza di livelli lacustri a 550 metri e persino 555 metri sul livello del mare; nel primo caso il lago avrebbe raggiunto una superficie minima di 17.864 km². Esistono inoltre tracce di linee di riva poste a 570-576 metri di altitudine; se tali quote rappresentassero il livello effettivo del lago, esso avrebbe avuto un'estensione di circa 30.750 km² e un volume di 2.530 km³, una dimensione paragonabile a quella del Grande Lago degli Orsi in Canada e superiore al lago Erie. La profondità massima sarebbe stata di circa 83 metri. Livelli lacustri inferiori potrebbero aver raggiunto quote di 565 e 560 metri, e resti fossili indicano che il lago conobbe anche fasi con acque basse. Il fondo del lago nei settori meridionali e occidentali si trova a circa 549 metri di altitudine.
Linee di riva si svilupparono lungo il margine settentrionale del lago, che in quell'area sommerse due valli tributarie; la presenza di campi di dune sulla sponda occidentale rende difficile l'identificazione delle rive, e la loro assenza ha sollevato dubbi sull'effettiva esistenza di un lago di dimensioni così vaste. Le sponde meridionali e occidentali si svilupparono invece con paesaggi ripariali, vegetazione e un fondale irregolare. Delta fluviali si formarono dove i wadi entravano nel lago, e ventagli alluvionali sono stati identificati sulle sponde nord-occidentali. I gessi formatisi nel lago generarono yardang, e nelle zone paludose adiacenti si depositarono aragonite, calcite e goethite. Nel lago si formarono pinnacoli di tufo, e con l'essiccazione si depositarono sedimenti di playa.
Il lago occupava parte dell'attuale Wadi Howar, nel bacino del Darfur. Oggi le oasi di Oyo, Bidi e Nukheila si trovano sul fondo dell'antico lago, corrispondente alla sua massima espansione. In base alla morfologia e all'idrologia, il lago Tolomeo doveva somigliare all'odierno lago Ciad.

### Idrologia
Il lago Tolomeo era alimentato dal deflusso proveniente dall'Ennedi, dall'Erdi Ma e da parte della depressione di Kufrah, oltre che da acque sotterranee; in almeno un punto del fondale lacustre vi sono prove di rilascio di acqua in pressione, e l'evidenza di livelli freatici elevati è diffusa in tutto il Sahara orientale. Il bacino idrografico del lago copriva un'area di circa 78.000 km², con stime successive che lo estendono fino a 128.802 km².
Il deflusso raggiungeva il lago attraverso diversi wadi, molti dei quali provenivano da nord, come il Wadi Fesh-Fesh. L'altopiano dell'Ennedi era cruciale per l'equilibrio idrico del lago, da cui giungevano almeno tre affluenti. A nord-ovest, il sistema di drenaggio del lago Tolomeo confinava con aree che defluivano verso nord, mentre a nord-est il deflusso era diretto verso nord-est. A differenza del lago Ciad (o Mega-Ciad), il lago Tolomeo non era alimentato da fiumi provenienti dalle regioni umide o semi-umide tropicali, ma esclusivamente da bacini locali.
La presenza del bivalve Aspatharia indica che il lago Tolomeo era un lago d'acqua dolce, soprattutto nei pressi degli immissari, anche se non mancarono fasi di salinità moderata. Le precipitazioni medie dell'epoca erano di circa 300 mm l'anno.
Con un livello idrico di 550 metri, il lago sarebbe stato connesso a un antico sistema di drenaggio appartenente all'altopiano di Abyad. È possibile che vi fosse un collegamento tra il lago Tolomeo e il Wadi Howar, il quale sfocia nel Nilo, ma tale connessione non è stata dimostrata con certezza. A quote di 577-583 metri sul livello del mare, il lago avrebbe potuto tracimare nel Wadi Arid.

## Biologia
Il lago Tolomeo ospitava un ecosistema molto diversificato, in particolare nel settore sud-occidentale, dove i tributari formavano delta fluviali ricchi di ambienti differenti, come rive, canneti, lagune poco profonde e paludi. Le specie vegetali documentate includono Acacia, Tamarix, Balanites aegyptiaca e Capparis decidua. I vari sistemi idrici favorivano la propagazione delle piante. La vegetazione a canneto si sviluppava sulle sponde meridionali e occidentali, probabilmente estendendosi lungo tutto il perimetro del lago e talvolta anche sull'acqua aperta. La presenza di Typha indica l'esistenza di fasi lacustri a bassa profondità. Sulle rive si formarono anche microbialiti e stromatoliti, i cui depositi, assieme a quelli di limniti, vengono utilizzati per delimitare l'estensione della superficie del lago.
Tra gli ostracodi rinvenuti nei sedimenti lacustri figurano generi come Candonopsis, Cyprideis, Cypridopsis, Cyprilla, Darwinula, Herpetocypris e Limnocytherae. In alcuni settori, le diatomee erano talmente abbondanti da aver originato depositi di diatomite.
Nel lago Tolomeo vivevano circa 10-18 specie di pesci, tra cui Clarias gariepinus, Lates niloticus e Synodontis. Sono stati rinvenuti anche fossili di testuggini terrestri, tartarughe acquatiche e ippopotami nei sedimenti dell'antico lago. La presenza di animali palustri nella regione era già stata segnalata nella mappa del 1858. Altri animali documentati nei fossili includono il coccodrillo del Nilo e specie delle famiglie Pelomedusidae e Trionychidae. Api, molluschi e vermi vivevano nei sedimenti lacustri, mentre antilopi alcelafine, elefanti, giraffe, altri ungulati e roditori come il ratto delle canne abitavano le aree circostanti il lago.
La sponda meridionale del lago Tolomeo potrebbe essere stata abitata da pastori neolitici, mentre le condizioni paludose del margine settentrionale lo rendevano probabilmente inospitale. Numerosi manufatti umani sono stati ritrovati nella regione circostante l'ex bacino lacustre, alcuni dei quali potrebbero aver avuto significati religiosi o spirituali. Con il progressivo abbassamento del livello del lago, le popolazioni si spostarono più in profondità all'interno del bacino.

## Cronologia del lago
Il bacino del lago Tolomeo si formò probabilmente prima dell'Olocene, a seguito dell'erosione eolica. Durante il Pleistocene, nella porzione settentrionale del futuro lago Tolomeo si sviluppò un corpo d'acqua noto come lago Sidiq, datato a circa 21.600 ± 600 anni fa. Tuttavia, non si conservano depositi lacustri risalenti al tardo Pleistocene, poiché in quel periodo il clima era arido quanto quello attuale.
Il lago Tolomeo era già un lago d'acqua dolce intorno a 9.180 ± 185 anni fa. Fasi temporanee di abbassamento del livello dell'acqua sono databili a circa 8.100 ± 80 e 7.470 ± 100 anni fa, e sono associate a una forte crescita trofica; tali abbassamenti permisero agli animali terrestri di penetrare all'interno del bacino. Datazioni radiocarboniche di gessi in un wadi che affluiva nel lago da nord indicano alti livelli lacustri tra 6.810 ± 70 e 6.680 ± 135 anni fa. Altri intervalli datati nei settori settentrionali del lago vanno da 9.250 a 3.800 anni fa e da 7.900 a 6.400 anni fa. Resti fossili di pesci ritrovati nella stessa area sono stati datati a 3.285 ± 70 e 2.360 ± 65 anni fa, epoche in cui i livelli lacustri risultavano meno stabili. Nei dati fossili non si conserva traccia di eventi di essiccamento completo del lago.
I wadi che alimentavano il lago trasportavano ancora acqua fino a circa 3.300–2.900 anni fa nel settore meridionale, e tra 3.300 e 2.400 anni fa in quello settentrionale. Durante il prosciugamento, il lago si frammentò in bacini separati. L'erosione eolica ha rimosso i depositi più recenti, rendendo incerta la data esatta della scomparsa del lago. Attualmente, l'erosione eolica rappresenta il principale agente geomorfologico dell'area; i venti alisei nord-orientali hanno infatti accumulato sedimenti sabbiosi e formato barcane lungo il margine sud-occidentale dell'ex lago.

## Relazione con le acque sotterranee e gli ecosistemi
Il lago Tolomeo era collegato al sistema acquifero della Nubia; simulazioni idrogeologiche indicano che, in condizioni di massimo riempimento, i livelli idrici dell'acquifero raggiungevano la superficie del lago. Si stima che circa 3 chilometri cubi d'acqua all'anno defluissero dal lago verso l'acquifero. Inoltre, il lago facilitò gli scambi biologici tra le specie dei bacini del lago Ciad e del Nilo, contribuendo alla dispersione e alla connettività degli ecosistemi acquatici della regione.